# Moïse Cahen
Pour les articles homonymes, voir Cahen.
Moïse Cahen (ou Moyse Cahen ; Metz, 17 décembre 1785 - Paris, 24 mai 1853) est un médecin français, président du Consistoire israélite de Paris de 1832 à 1852.

## Biographie
Moïse Cahen est né le 19 septembre 1785 à Metz,. 
Il est le père de Mayer Cahen, médecin-chef de la Compagnie des chemins de fer du Nord, médecin en chef de l' Hôpital Rothschild et beau-père de la philanthrope Coralie Cahen. Il est aussi le père de Rosine Cahen,, devenue photographe sous le nom de Mme Moriss en 1861.

## Œuvre
- Thèse médicale sur la circoncision[7],[8].